# Bureau (meubilair)

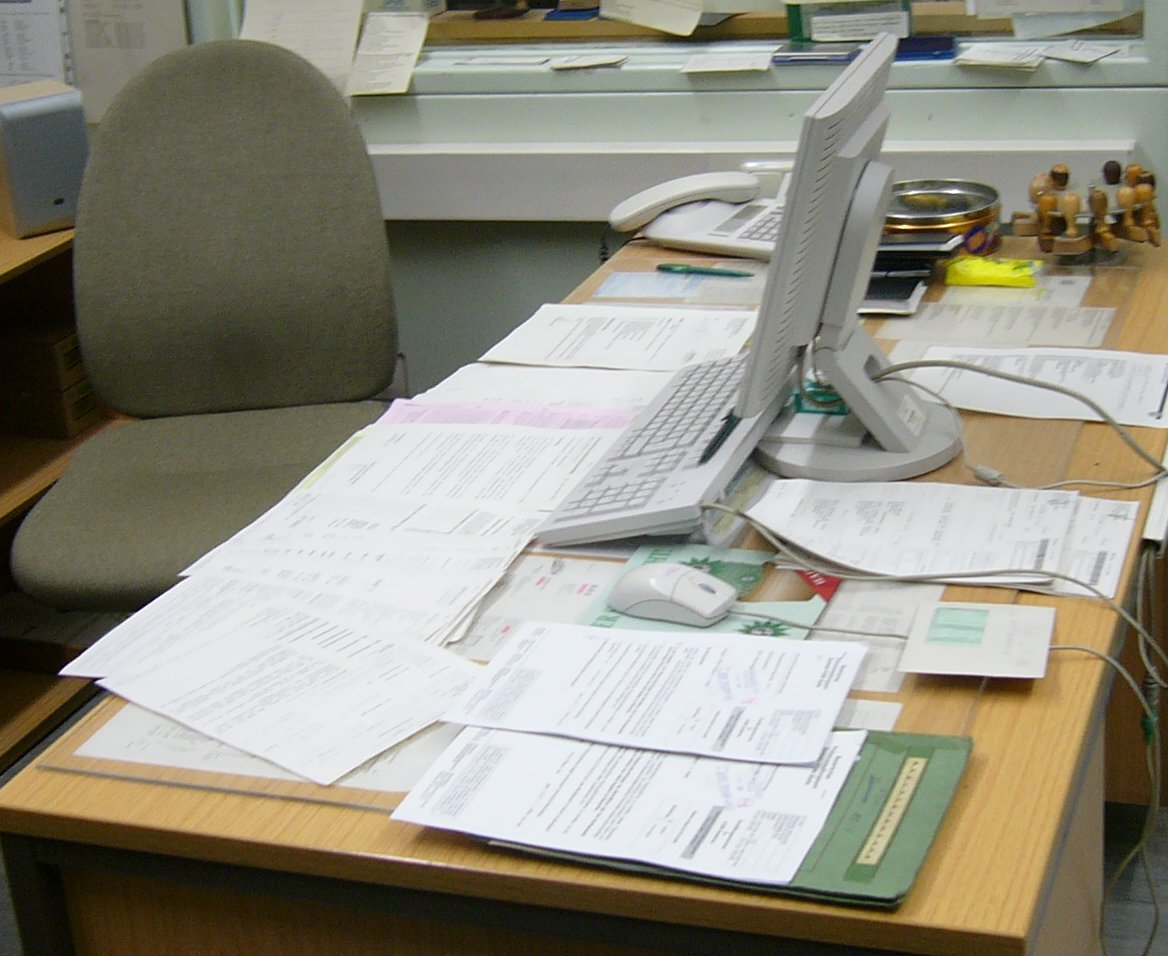
Kantoorbureau

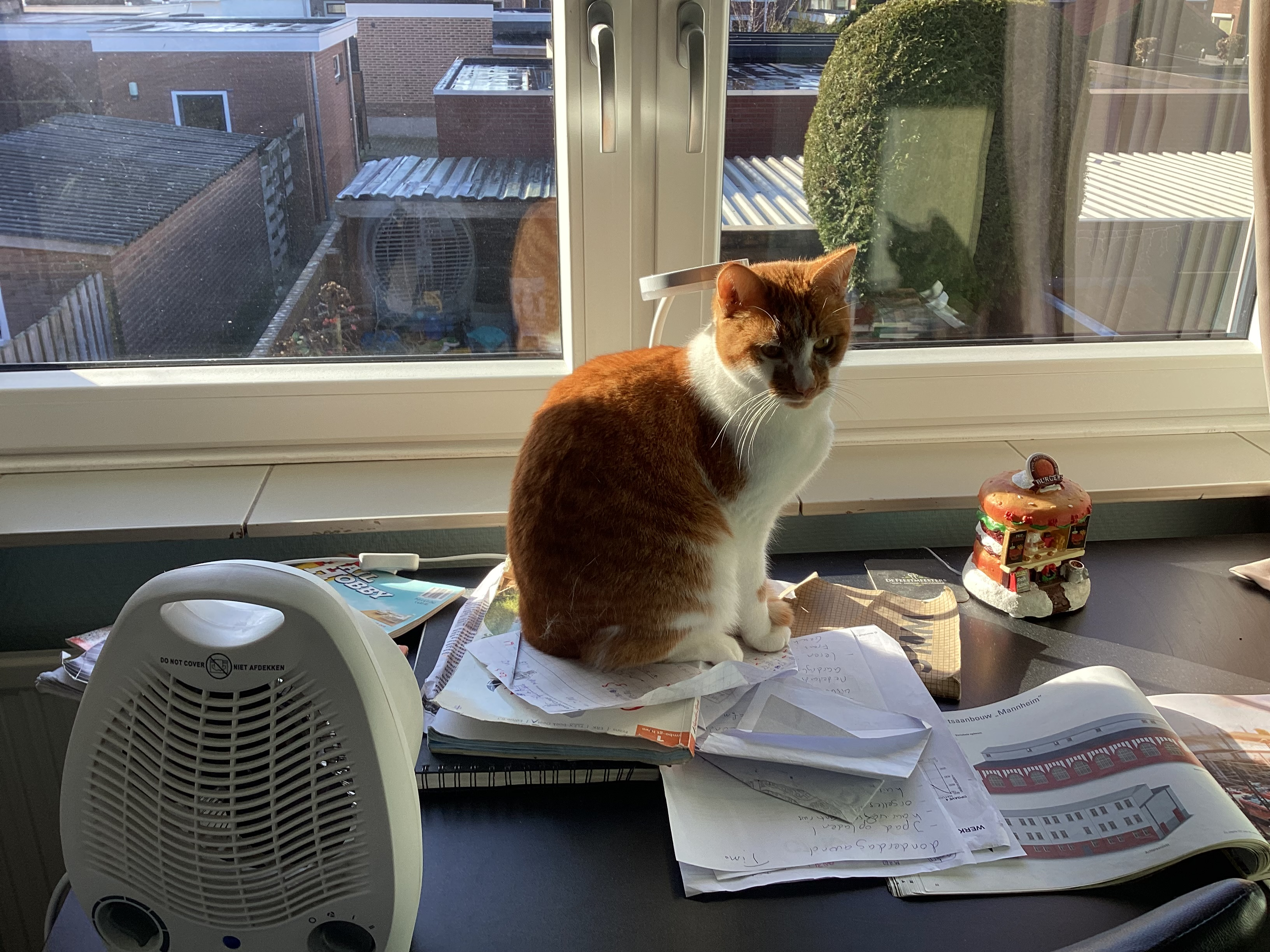
Een kat die op een bureau zit.

Een bureau of schrijftafel in de betekenis van meubilair is een tafel die vooral bedoeld is voor kantoorwerkzaamheden.
De vorm is meestal eenvoudig, een vlak bureaublad staande op vier poten en met vaak één of twee ladekastjes. Op het bureau is plaats voor papieren, een telefoon, een computer, etc. Aan een bureau staat vaak een bureaustoel op kleine wieltjes. Een nieuwe trend in kantoren is het hoge bureau, om staand aan te werken. Hierbij is vaak een soort kruk bij te vinden om tegen te leunen. Het brein moet tijdens het staand werken verschillende variabelen onder controle houden: het lichaamsgewicht, kleine spiersamentrekkingen etc. Al deze zaken zorgen voor een ietwat verhoogd stressniveau. Geen overweldigende stress, maar een niveau dat gemakkelijk onder controle te houden is. Onderzoek heeft aangetoond dat een kleine dosis stress de cognitieve prestaties verhoogt, waar er in deze situatie dus en voordeel mee behaald kan worden.. Hoewel claims dat staand werken véél beter is dan zittend werken, misschien wat uit z’n verband getrokken zijn, heeft staand werken dus zeker zijn voordelen. En omdat de hele dag staan ook behoorlijk wat negatieve effecten heeft, geven veel mensen een voorkeur aan een combinatie van staand en zittend werken.

## Etymologie
Het Franse burel was de stof waarmee men gewoonlijk schrijftafels bespande in de Frankische kanselarijen. Dit woord ontwikkelde zich in betekenis, waardoor men er het schrijfmeubel zelf mee ging aanduiden en in een weer later stadium tevens het gebouw waarin dit stond.